# بيتر فينين
بيتر فينين (بالهولندية: Peter Winnen) (و. 1957  م) هو كاتب، وراكب دراجة هوائية هولندي، ولد في فينراي، شارك في طواف فرنسا، والألعاب الأولمبية الصيفية 1980.

## روابط خارجية
- بيتر فينين على موقع أرشيف الدراجات (الإنجليزية)
- بيتر فينين على موقع إحصائيات الدراجات الإحترافية (الإنجليزية)
- بيتر فينين على موقع CycleBase (الإنجليزية)
- بيتر فينين على موقع أوليمبيديا (الإنجليزية)